# Vril-Gesellschaft
Vril-Gesellschaft ist der Name einer fiktiven Geheimgesellschaft, die Anfang bis Mitte des zwanzigsten Jahrhunderts in Deutschland existiert haben soll. In einer Reihe von verschwörungstheoretischen und pseudohistorischen Texten wird behauptet, sie sei am Aufstieg des Nationalsozialismus beteiligt gewesen und habe übernatürliche Energien dazu benutzt, während der Zeit des Nationalsozialismus innovative Fluggeräte zu entwickeln (so genannte „NS-“ oder „Reichsflugscheiben“). Für die Existenz einer Geheimgesellschaft dieses Namens und der ihr zugeschriebenen Leistungen finden sich keine historischen Belege. Ebenso fehlen jegliche Indizien für die historische Bedeutsamkeit, die von Vertretern dieser Legende der „Vril-Gesellschaft“ und einigen tatsächlich existierenden okkulten Gruppierungen zugeschrieben wurde.

## Hintergrund

### Der RomanThe Coming Raceund der BegriffVril

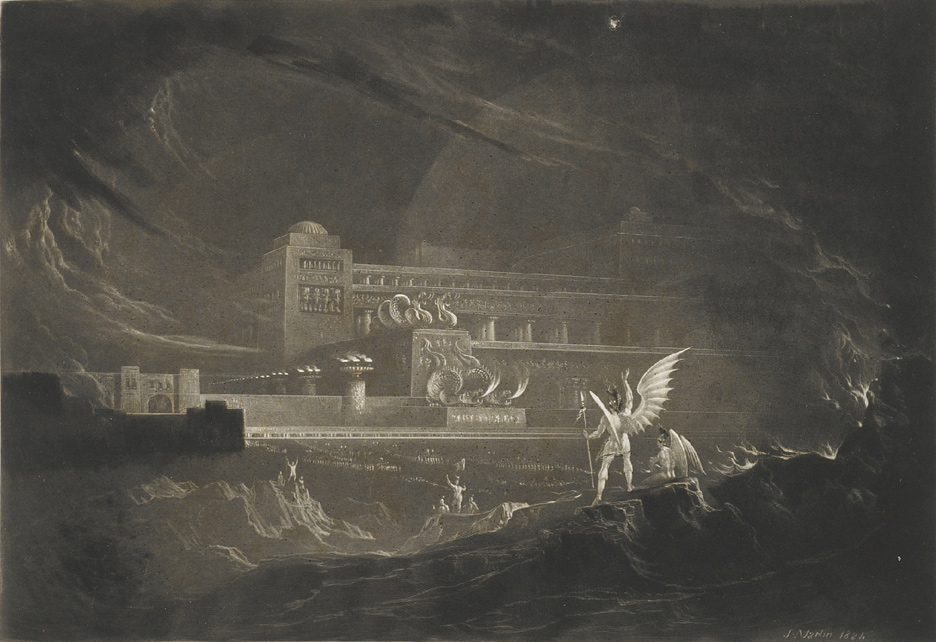
John Martin (1789–1854): Pandemonium, ca. 1825. In Coming Race wird die Architektur der Vril-ya mit den Bildern John Martins verglichen

Das Wort Vril stammt aus dem im Jahre 1871 erschienenen Roman The Coming Race (Das kommende Geschlecht) des englischen Schriftstellers Edward Bulwer-Lytton (1803–1873) und wurde vermutlich vom lateinischen Wort virilis (‚mannhaft‘, ‚kraftvoll‘) abgeleitet. In diesem Roman begegnet der Erzähler einer unterirdischen Menschenrasse, den Vril-Ya, die über eine der menschlichen Rasse weit überlegene psychische Vitalenergie namens Vril verfügen. Die Vril-Kräfte befähigen sie zur Telepathie und Telekinese und ermöglichen ihnen, Einfluss auf jede Form belebter oder unbelebter Materie zur Heilung, zur Erweckung Toter oder zur Zerstörung zu nehmen. Ursprünglich ein Volk, das an der Erdoberfläche lebte, wurden die Vril-ya durch eine Naturkatastrophe vom Rest der Menschheit abgeschnitten und zogen in ein unterirdisches Höhlensystem, in dem sie eine neue Heimat fanden. Dort entwickelten sie sich in einer von Kriegen und gesellschaftlichen Umbrüchen gezeichneten Geschichte schließlich durch die Entdeckung einer neuen Naturkraft – der Vril-Kraft – zu einer egalitären, Eugenik praktizierenden Gesellschaft, die allen anderen Rassen überlegen sein sollte. Durch den Kontakt mit dem Erzähler des Romans erfahren die Vril-ya von den Menschen, die an der Erdoberfläche leben, und befragen ihn eingehend über die menschliche Gesellschaft. Dem Erzähler gelingt die Flucht aus dem Reich der Vril-ya und er warnt seine Leser am Ende des Romans vor der Gefahr, die von den Vril-ya für die Menschheit ausginge, sollten sie jemals an die Oberfläche zurückkehren. 

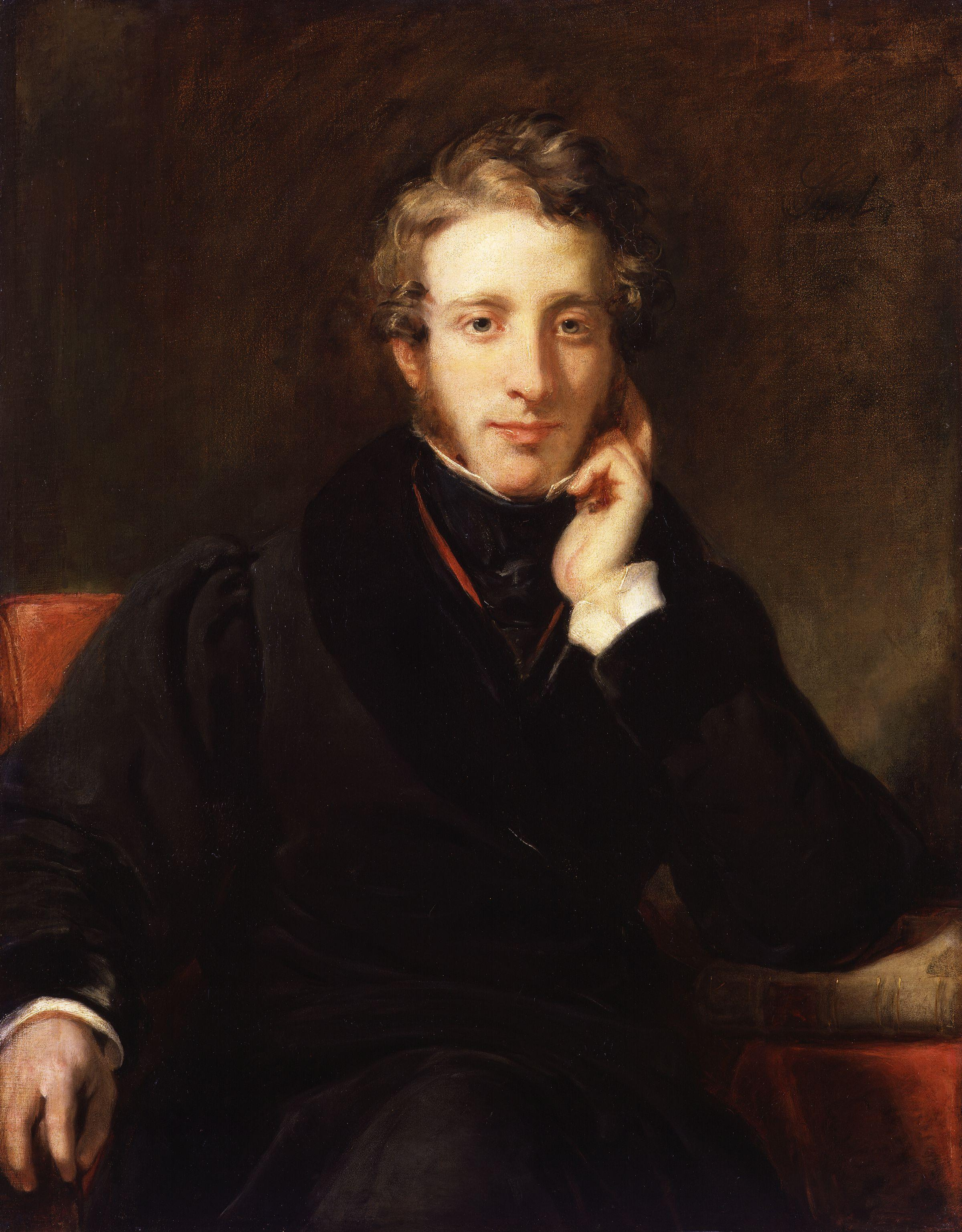
Edward Bulwer-Lytton, 1. Baron Lytton

### Vrilin Theosophie und Laientheorien
Während die zeitgenössische Kritik The Coming Race als Satire auffasste, betrachteten es andere Teile des Publikums als okkultistischen Schlüsselroman. In diesen Kreisen wurde die Ansicht vertreten, dass Bulwer-Lytton ein Mitglied der Rosenkreuzer sei und dass die „Vril“-Kraft eine tatsächlich existierende, universale Lebenskraft sei. Dieser Auffassung zufolge war der Roman lediglich ein Vehikel, mit dem Bulwer-Lytton seinen Lesern unter dem Deckmantel der Anonymität geheimes Wissen mitteilen wollte.

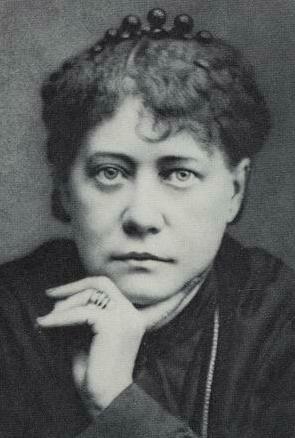
Helena Blavatsky

Helena Blavatsky und andere okkultistische Autoren übernahmen den Begriff „Vril“ als Synonym für geheime Naturkräfte, die nur durch Magie genutzt werden könnten. In Blavatskys Erstwerk Isis unveiled (Die entschleierte Isis), (1877) wurde „Vril“ als reale, eigenständig wirkende Kraft dargestellt.
In ihrem zweiten Buch The secret doctrine (Die Geheimlehre) beschrieb sie 1888, dass die Einwohner von Atlantis Vril zum Bau kolossaler Bauwerke eingesetzt hätten. Nach dem Untergang von Atlantis hätte eine kleine Gruppe überlebender Priester dieses Wissen bewahrt und nur an Auserwählte weitergegeben. Diese psychische Energie soll demnach die Beherrschung der gesamten Natur erlauben. Mehrere Bücher erwähnen einen 1904 in London gegründeten Vril-ya-Club, der sich dieser Thematik angenommen haben soll. In der New-Thought-Bewegung werden die Schriften Bulwer-Lyttons tradiert.

Besonders folgenreich war es, dass der Theosoph William Scott-Elliot in seinem 1896 erschienenen Pamphlet The Story of Atlantis (dt. Atlantis nach okkulten Quellen) das Vril im Zusammenhang mit Luftschiffen beschrieb, als deren Antriebskraft es diente. Diese schon in The Coming Race beschriebene Eigenschaft des Vril wurde durch die explizite Atlantis-Assoziation Scott-Elliots zu einer Hauptreferenz für bestimmte Entwicklungen nach dem Zweiten Weltkrieg.

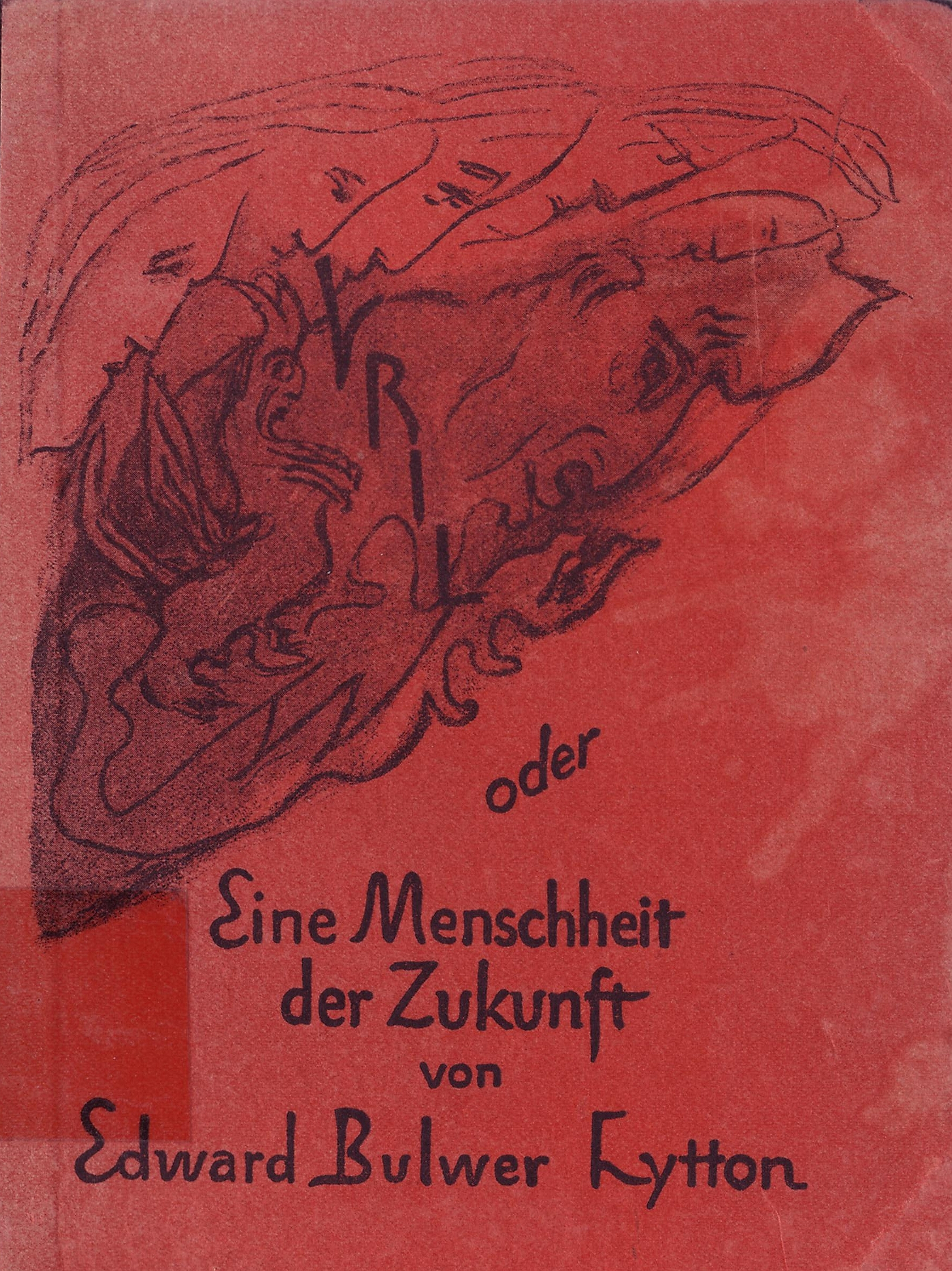
Deutsche Ausgabe, 1922

### Die weitere Rezeption
Bereits seit Mitte der 1890er Jahre führten neue naturwissenschaftliche Entdeckungen, z. B. die Entdeckung der Röntgenstrahlen, zu der auch unter Intellektuellen verbreiteten Ansicht, dass die Naturwissenschaft noch nicht für sich beanspruchen könne, die Welträtsel endgültig gelöst zu haben, und dass nach wie vor unsichtbare Naturkräfte und Energien existierten. Dabei wurden okkultistische Theorien nicht nur als Gegenentwürfe zur Naturwissenschaft angeführt, sondern es wurden auch gemeinsame thematische Berührungspunkte gesehen. Viele okkultistische Zirkel begegneten dem Unbehagen, das der Materialismus der naturwissenschaftlich-technischen Moderne auslöste, indem sie eine den Naturwissenschaften ebenbürtige Lehre der Beherrschung irdischer und kosmischer Kräfte zu formulieren versuchten.
Um 1900 erlebten die Bereiche Okkultismus und Mystik einen großen Aufschwung, der bis in die 1930er Jahre anhielt. Da die Theosophie in dieser Zeit des Auflebens okkulter Strömungen weit verbreitet war, war das „Vril“-Konzept auch in Deutschland in okkultistisch interessierten Kreisen geläufig. Bulwer-Lyttons Urkraft tauchte vor allem in Kontexten auf, in denen es um die Schaffung einer „Magie-Technik“ ging, in deren Entwürfen sich der Wunsch nach einer Vereinigung von Wissenschaft und Religion äußerte. Von Bulwer-Lyttons Buch erschienen in Deutschland zwischen 1874 und 1924 insgesamt vier Übersetzungen, darunter eine, die 1922 der Anthroposoph Guenther Wachsmuth auf den Wunsch Rudolf Steiners hin besorgt hatte. Der Begriff „Vril“ wurde daher bis in die 1920er Jahre in Deutschland auch einer breiteren Öffentlichkeit bekannt. In der Folge florierten Laientheorien, die behaupteten, angebliche Lücken der Wissenschaften füllen zu können, ohne zu berücksichtigen, dass Bulwer-Lytton nur einen Unterhaltungsroman im Stil eines Jules Verne schreiben wollte.

## Entwicklung und Inhalte der Legenden über die Vril-Gesellschaften

### Historische Vorlagen
Vor dem Zweiten Weltkrieg gab es in Berlin mindestens einen Privatzirkel, dessen Mitglieder sich ausdrücklich mit der „Vril“-Kraft beschäftigten. Die wenigen Quellen, die die Existenz dieses Personenkreises belegen, wurden später zu einem der Ausgangspunkte für die Entstehung der Vril-Gesellschafts-Legende.

#### Die „Wahrheitsgesellschaft“

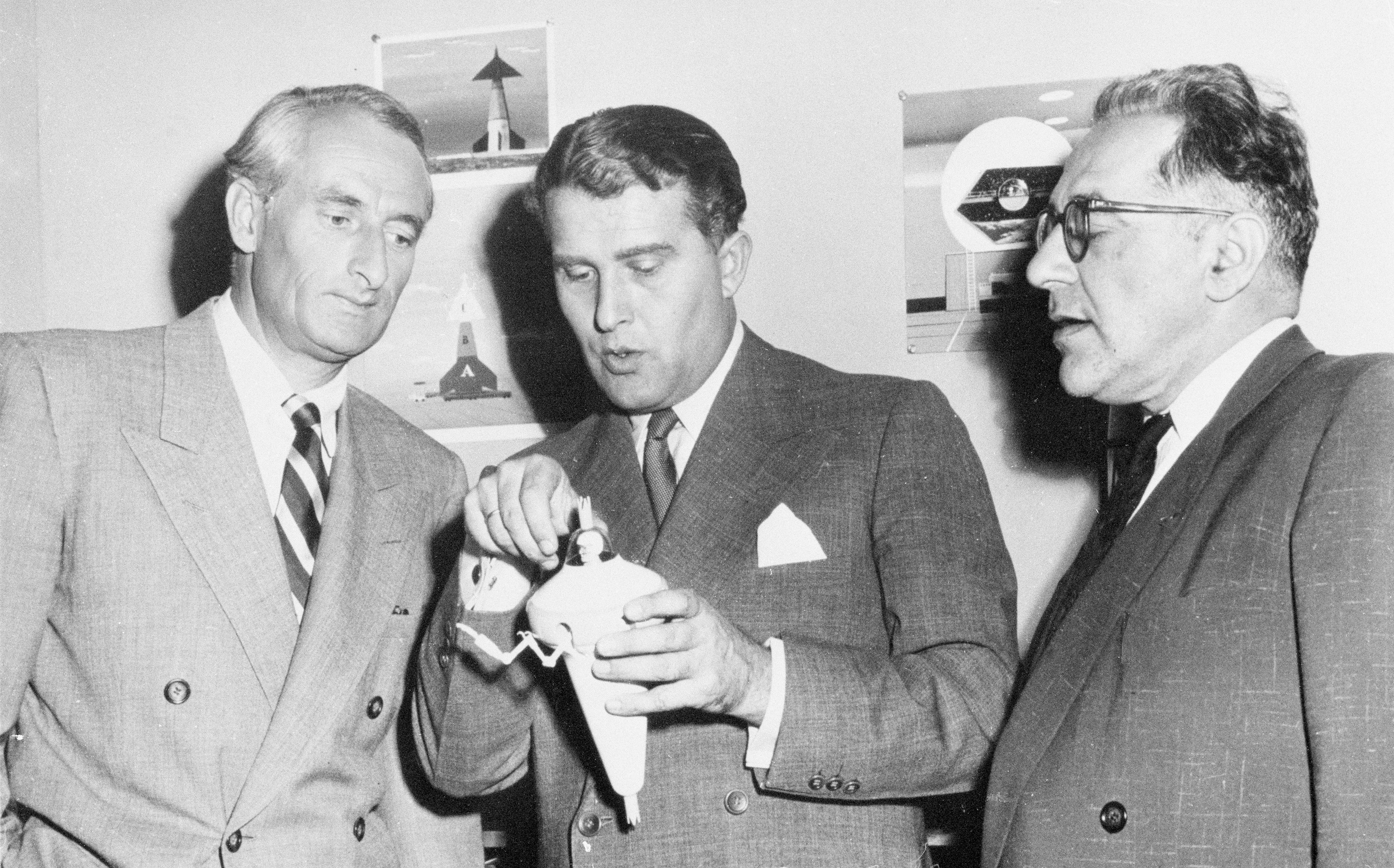
Willy Ley (rechts) im Gespräch mit Wernher von Braun und Heinz Haber, 1954

Eine der Belegquellen für die Existenz einer solchen Gruppe ist ein Artikel des deutschen Raketenpioniers Willy Ley, den er 1947 in dem amerikanischen Science-Fiction-Magazin Astounding Science Fiction veröffentlichte. Darin versucht er seinen Lesern zu erklären, wieso der Nationalsozialismus in Deutschland auf fruchtbaren Boden fallen konnte, und führt dies auf die große Popularität irrationaler Überzeugungen im Vorkriegsdeutschland zurück. Er beschreibt verschiedene Beispiele pseudowissenschaftlicher und esoterischer Strömungen und erwähnt in diesem Zusammenhang auch eine in seinen Augen besonders sonderbare Gruppierung:
„Die nächste Gruppe beruhte buchstäblich auf einem Roman. Diese Gruppe, die sich, wie ich glaube, Wahrheitsgesellschaft nannte und mehr oder weniger in Berlin ansässig war, widmete ihre Freizeit der Suche nach Vril. Ja, ihre Überzeugungen fußten auf Bulwer-Lyttons ‚The Coming Race‘. Sie wussten, dass das Buch eine Erfindung war, Bulwer-Lytton habe diesen Kunstgriff benutzt, um die Wahrheit über diese ‚Kraft‘ erzählen zu können. Die unterirdische Menschheit war Unsinn, Vril nicht. Möglicherweise hatte es die Briten, die es als Staatsgeheimnis hüteten, in die Lage versetzt, ihr koloniales Reich aufzubauen. Sicherlich besaßen es die Römer, eingeschlossen in kleine Metallkugeln, die ihre Heime beschützten und als lares bezeichnet wurden. Aus Gründen, die ich nicht durchschauen konnte, konnte das Geheimnis des Vril entdeckt werden, indem man sich in die Betrachtung der Struktur eines in zwei Hälften geschnittenen Apfels versenkte. Nein, ich mache keine Scherze, das war es, was mir mit großer Feierlichkeit und unter Geheimhaltung erzählt wurde. Eine solche Gruppe existierte tatsächlich; sie brachte sogar die erste Ausgabe eines Magazins heraus, in dem sie ihr Credo proklamierte. (Ich wünschte mir, ich hätte einige dieser Sachen behalten, aber so, wie die Dinge lagen, hatte ich schon genug Bücher hinauszuschmuggeln.)“

#### „Reichsarbeitsgemeinschaft ‚Das kommende Deutschland‘“

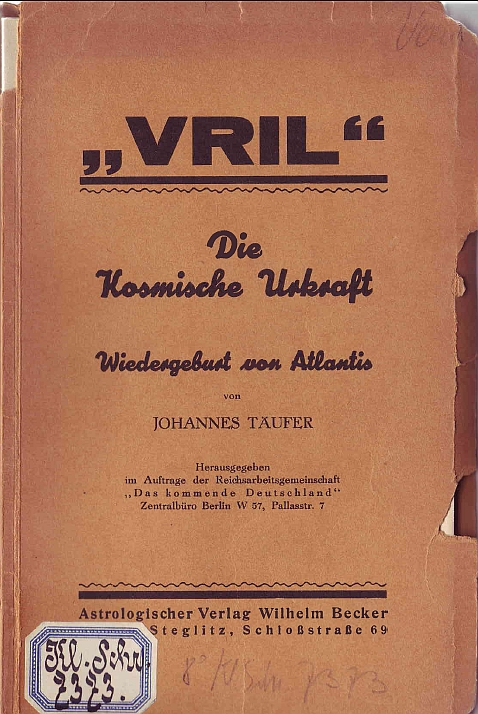
Vril. Die kosmische Urkraft

Im Jahre 1930 erschienen zwei kleinere Pamphlete, betitelt Weltdynamismus und „Vril“. Die kosmische Urkraft, die von einem okkulten Zirkel veröffentlicht wurden, der sich als „Reichsarbeitsgemeinschaft ‚Das kommende Deutschland'“ (RAG) bezeichnete.
Die RAG behauptete darin, sie verfüge über eine ausgearbeitete Technik, die geeignet sei, die „Vril“-Kraft zu nutzen. Aufbau und Funktionsprinzip der beschriebenen Maschine sowie das skizzierte politische Programm finden sich in Aufbau und Inhalt fast identisch in einer bereits 1928 von zwei österreichischen Autoren herausgebrachten Broschüre wieder, die ein Perpetuum mobile propagiert, das der Österreicher Karl Schappeller erfunden haben soll. Die RAG-Pläne unterscheiden sich davon nur in wenigen Details. Insgesamt wird der Eindruck erweckt, es handele sich um eine verbesserte Version von Schappellers Maschine, deren Funktion insbesondere nicht (pseudo-)physikalisch, sondern okkultistisch begründet wird. In einem der Texte wird in einem längeren Abschnitt das Bild eines halbierten Apfels als Modell für den Aufbau der Erde und ihre Verbundenheit mit der „Raumkraft“ benutzt. Dies und die Beiträge von ausgewiesenen Schappeller-Anhängern legen nahe, dass es vor allem Anhänger des österreichischen Erfinders waren, die an den RAG-Publikationen mitwirkten.
Aus einer weiteren Publikation der RAG, der Zeitschrift für Weltdynamismus, wird deutlich, dass die RAG 1930 in Berlin von einem gewissen Johannes Täufer gegründet wurde. Täufer zeichnete auch für die Broschüre „Vril“. Die kosmische Urkraft verantwortlich, doch über seine Person ist nichts weiter bekannt. Bei dem Namen handelt es sich wahrscheinlich um ein Pseudonym, und es wurde die Vermutung geäußert, dass es sich dabei um den Verleger Otto Wilhelm Barth gehandelt haben könnte, der zwei der RAG-Schriften verlegt hatte. Auch Fritz Klein, ein Förderer Schappellers, dessen Schriften von der RAG empfohlen wurden, könnte sich dahinter verborgen haben.

#### Zusammenfassung der Forschungslage
Ein Vergleich zwischen den Erinnerungen Leys und den Inhalten der RAG-Schriften lässt den Schluss zu, dass es sich bei der „Wahrheitsgesellschaft“ und der RAG tatsächlich um dieselbe Gruppierung gehandelt haben könnte. Sie scheint allerdings nur kurzfristige und marginale Bedeutung in der damaligen okkulten Szene besessen zu haben. So ist weder die RAG in amtlichen Registern nachweisbar, noch existieren in den Archiven des Otto-Wilhelm-Barth-Verlages Unterlagen über ihre damaligen Publikationen. Weder von der Zeitschrift für Weltdynamismus noch von dem mit ihr gemeinsam erschienenen Archiv für Alchemistische Forschung erschienen weitere Ausgaben. Für die Zeit nach 1930 existieren keine Dokumente, die ein weiteres Bestehen der RAG oder einen Einfluss auf andere Kreise belegen. Ebenso wenig kann die Behauptung der RAG, sie verfüge über eine „Vril“-Technologie, als Beweis dafür angesehen werden, dass ihr diese Nutzung tatsächlich gelungen sei. Vor allem aber scheint es für die Erfindung einer Vril-Gesellschaft nach 1945 nicht von Belang zu sein, ob sich Willy Ley tatsächlich auf die RAG bezogen hatte: Wie weiter unten deutlich wird, ließen sich spätere Autoren bestenfalls von Leys Äußerungen für ihre eigenen Fantasien inspirieren. Nichtsdestoweniger bildete diese Gruppierung später einen zentralen Baustein für die Rechtfertigung der Legenden vom geheimen Wirken einer „Vril-Gesellschaft“ im Deutschland der 1920er bis 1940er Jahre.

### Die Entstehung der Legenden
In der Zeit nach dem Zweiten Weltkrieg entwickelten sich zahlreiche verschwörungstheoretische und pseudohistorische Deutungen des Dritten Reiches, in denen okkulte Elemente eine zentrale Rolle spielten. In diesem Zusammenhang wurden auch das „Vril“-Konzept und die erwähnten Hinweise auf Okkultistengruppen als historische Belege angeführt. Der früheste Bezug auf eine angebliche Geheimgesellschaft mit dem Namen „Vril-Gesellschaft“ lässt sich in einer Publikation aus dem Jahre 1960 nachweisen. Seither wurde das Thema bis in die jüngste Zeit in mehreren Varianten in der verschwörungstheoretischen und esoterischen Literatur immer wieder aufgegriffen. Während die ersten Varianten dieser Legende noch den Nationalsozialismus ablehnten, dienen neuere Versionen der Legende direkt oder indirekt einer positiven Umdeutung des Dritten Reiches.

#### Louis Pauwels und Jacques Bergier
Zum ersten Mal wurde die Existenz einer „Vril-Gesellschaft“ von den französischen Autoren Louis Pauwels und Jacques Bergier behauptet. Sie vertraten in ihrem 1960 erschienenen Buch Le matin des magiciens (Aufbruch ins dritte Jahrtausend) die These, die NS-Führungsriege habe versucht, Allianzen mit übernatürlichen Mächten einzugehen. In diesen Bestrebungen habe eine okkulte Geheimgesellschaft eine zentrale Rolle gespielt. Unter Berufung auf die Aussagen Willy Leys sowie aufgrund angeblich selbst durchgeführter, aber nicht weiter spezifizierter Recherchen behaupteten sie, dieser Bund habe sich „Vril-Gesellschaft“ oder auch „Die Loge der Brüder vom Licht“ (engl. „Luminous Lodge“) genannt. Die „Vril-Gesellschaft“ habe enge Kontakte zur Theosophischen Gesellschaft, den Rosenkreuzern und insbesondere zur Thule-Gesellschaft unterhalten und sei eine wichtige NS-Organisation gewesen.

#### Kritik
Die Sekte, an die sich Ley erinnert, hat nur oberflächliche Ähnlichkeit mit der „Vril-Gesellschaft“ des Buches Aufbruch ins dritte Jahrtausend. Die Autoren legten nie weitere Belege für ihre weit reichenden Spekulationen vor, auch nicht für die angeblichen Namen dieser Gruppierung. Ihre Behauptungen müssen daher als Fiktionen eingestuft werden. Zudem kam die historische Forschung zu dem Schluss, dass die damals existierenden okkulten Gruppierungen (zum Beispiel die Thule-Gesellschaft) keinen bedeutsamen Einfluss auf Hitler und die NSDAP ausübten. Zusammenhänge zwischen okkulten Ideen und dem Weltbild einzelner Nationalsozialisten (insbesondere Himmler) sind zwar nachweisbar, stützen aber nicht die These, diese okkulten Zirkel hätten einen umfassenden, systematischen Einfluss auf Hitler und die gesamte nationalsozialistische Führungsriege gehabt.
Pauwels und Bergiers Buch inspirierte weitere Autoren zu eigenen Spekulationen um die angebliche Rolle der „Vril-Gesellschaft“, so etwa J. H. Brennan oder Trevor Ravenscroft. Auch sie behaupten, es habe enge Beziehungen zwischen der Thule-Gesellschaft, der Vril-Gesellschaft und der NS-Führungsriege gegeben, was aber nur auf Mutmaßungen und Pseudofakten beruht.

#### Norbert Jürgen-Ratthofer / Ralf Ettl und Jan Udo Holey
In den 1990er Jahren kam es zu einer Weiterentwicklung der Legende von der „Vril-Gesellschaft“. Norbert Jürgen-Ratthofer und Ralf Ettl verknüpften sie 1992 in ihrer Schrift Das Vril-Projekt mit dem älteren Mythos der „NS-Flugscheiben“. Ihnen zufolge habe sich die „Vril-Gesellschaft“ aus der Thule-Gesellschaft entwickelt und esoterische Studien betrieben. Anfang der 1920er Jahre hätten die Aldebaraner telepathische Kontakte zu ihr und zu einem inneren Zirkel der SS aufgenommen, über die sie Pläne zum Bau einer Flugmaschine erhielten. 1922 soll die „Vril-Gesellschaft“ auf der Basis dieser Informationen ein untertassenförmiges Flugschiff gebaut haben, die so genannte „Jenseitsflugmaschine“. Über diverse Zwischenschritte, an denen unter anderen der österreichische Erfinder Viktor Schauberger beteiligt gewesen sein soll, führte dies dann angeblich zum Bau einer Version („V7“), mit der Mitglieder der „Vril-Gesellschaft“ 1945 zum Aldebaran gereist sein sollen. Außerdem seien weitere untertassenförmige Fluggeräte (mit Namen wie „Vril“ und „Haunebu“) entwickelt worden, mit deren Hilfe sich schließlich Angehörige der Vril-Gesellschaft und der SS 1945 ins antarktische Neuschwabenland abgesetzt hätten.

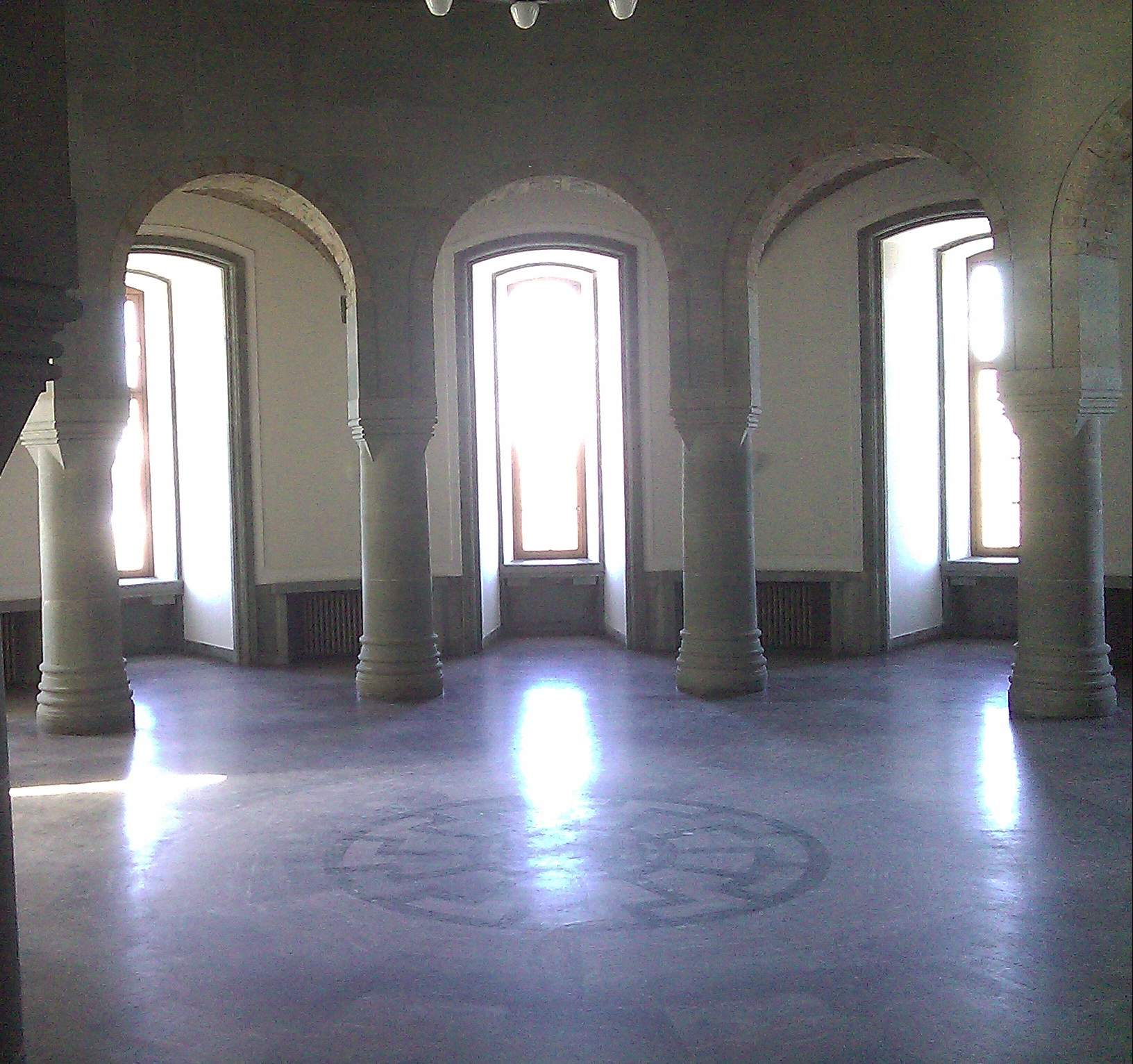
Der ehemalige „Obergruppenführersaal“ in der Wewelsburg; in der Mitte des Saales befindet sich ein Ornament, das „Schwarze Sonne“ genannt wird.

Jürgen-Ratthofer und Ettl waren Mitglieder der so genannten Tempelhofgesellschaft, die seit den 1980er Jahren unter der Ägide ihres „Großkomturs“ Hans-Günter Fröhlich aktiv gewesen war. Die Tempelhofgesellschaft brachte mehrere kleine Publikationen heraus und veranstaltete regelmäßige Treffen, die ihre Verbindungen in das damalige deutschsprachige rechtsextreme Netzwerk belegen. Die erste umfangreichere Publikation der Tempelhofgesellschaft erschien 1987 unter dem Titel Einblick in die magische Weltsicht und die magischen Prozesse. Auszüge aus dieser Publikation und aus Artikeln in der rechtsextremen Zeitschrift CODE belegen, dass zwischen den Mitgliedern der Tempelhofgesellschaft und dem Kreis um Wilhelm Landig ein Austausch stattfand, der sich vor allem um die sumerischen/babylonischen Ursprünge der Deutschen und das Konzept der Schwarzen Sonne drehten. An der Verbindung dieses seit den 1950er Jahren im Zirkel um Landig diskutierten esoterischen Konzepts der Schwarzen Sonne waren die Publikationen der Tempelhofgesellschaft maßgeblich beteiligt.
Der von der Tempelhofgesellschaft herausgebrachte Text Das Vril-Projekt war ursprünglich nur wenig bekannt. Größere Aufmerksamkeit fand die Legende, als sie von Jan Udo Holey aufgegriffen wurde und über seine Bücher einen größeren Leserkreis erreichte. Holey, der der braunen Esoterik zugerechnet wird, veröffentlichte 1993 unter dem Pseudonym „Jan van Helsing“ das Buch Geheimgesellschaften und ihre Macht im 20. Jahrhundert, das allein bis 1996 100.000 Mal verkauft worden sein soll. Darin gibt er das Szenario von Jürgen-Ratthofer und Ettl wieder, ohne deren Autorenschaft allerdings eindeutig kenntlich zu machen. Ihre Schrift wird zwar in Holeys Literaturverzeichnis aufgeführt, doch es taucht im entsprechenden Kapitel kein Hinweis auf ihre Autorenschaft auf. In seinem 1997 erschienenen Buch Unternehmen Aldebaran wiederholte Holey dieses Szenario und erweiterte es durch umfangreichere Bezüge auf NS-Ufos und auf geheime Basen in der Antarktis.
Variationen dieser Legende finden sich auch in neueren Publikationen anderer Autoren, z. B. bei Heiner Gehring und Karl-Heinz Zunneck, in den Study Buddhism, im Arcanorum Causam Nostrum, bei Armin Risi und nicht zuletzt bei Henry Stevens.
Andere Variationen der Legende konzentrieren sich stärker auf die angebliche Rolle einer Frau, die bereits 1992 im Vril-Projekt von Jürgen-Ratthofer und Ettl und auch später bei Holey erwähnt wurde: ein Medium namens Maria Oršić. Laut dem Vril-Projekt sei die aus Zagreb (Kroatien) stammende Maria Oršić an der Gründung der „Vril-Gesellschaft“ beteiligt gewesen und habe auch den spiritistischen Kontakt zu den Aldebaranern hergestellt.
In einem späteren, nur anonym im Internet zirkulierenden Text wird die Figur der Maria Oršić von einer Nebenfigur zu einer zentralen Protagonistin. In diesem Text wird behauptet, die aus Wien stammende Maria Oršić habe 1919 oder 1921 in München die „Alldeutsche Gesellschaft für Metaphysik“ gegründet, die mit der „Vril-Gesellschaft“ verknüpft gewesen sei. Die ursprünglich nur weiblichen Mitglieder dieser Gesellschaft hätten sich diesem Text zufolge mit magischen Energien befasst, die in Verbindung zur „Vril-Kraft“ stünden. In Zusammenhang mit der Nutzung jener „schwingungsmagischen“ Energien habe der Protest gegen die Kurzhaarmode der 1920er Jahre und das Tragen von Langhaarfrisuren eine bedeutende Rolle gespielt. Diese Energien sollten auch zum Antrieb von sogenannten „Jenseitsflugmaschinen“ dienen, in deren Konstruktion sie involviert gewesen seien. Dem Text zufolge hätten sich aus der „Alldeutschen Gesellschaft für Metaphysik“ später die „Antriebstechnischen Werkstätten“ gebildet. Dort seien weitere Wissenschaftler und Techniker, darunter ein Münchner Professor namens „W. O. Schumann“, an der Entwicklung von Reichsflugscheiben und anderen Rüstungsvorhaben beteiligt gewesen.
Nach der Auflösung der Tempelhofgesellschaft gründete Ralf Ettl den Freundeskreis Causa Nostra, der bis heute derartige Ideen, in teils abgewandelter Form, verbreitet. Die Causa Nostra pflegt unter anderem Verbindungen zum Schweizer Unitall-Verlag, dessen Publikationen die Ideen der Tempelhofgesellschaft / Causa Nostra in der Form von Romanen und Sachbüchern verarbeiten.

#### Kritik
Der Mythos der Nazi-Ufos entstand unabhängig von den genannten Autoren und wurde im Wesentlichen durch die Schriften von Miguel Serrano, Ernst Zündel und Wilhelm Landig geprägt. Die heute kursierenden grafischen Darstellungen von deutschen Flugscheiben basieren meistens auf Zeichnungen, die in den 1980er Jahren von Ralf Ettls Abraxas Videofilm Produktionsgesellschaft mbH verbreitet worden sind und erstmals in den Publikationen von D. H. Haarmann und O. Bergmann auftauchen. Die Zeichnungen sind augenscheinlich von den Fotos in George Adamskis UFO-Klassikern inspiriert worden.
Überprüfbare Belege für die beschriebenen Szenarien fehlen völlig, die Bücher enthalten nur einige Abbildungen fragwürdigen Ursprungs. Stichhaltige Belege für die Bezüge zu den weiter oben behandelten Gruppierungen und zu real existierenden Personen der Zeitgeschichte werden nicht vorgebracht. Die Autoren berufen sich auf medial übermittelte Botschaften und anonyme Informanten (vgl. z. B.), die sich jeder Nachprüfung entziehen. Positive Resonanz scheint der Themenkreis vor allem in Kreisen der rechten Esoterik bzw. des esoterischen Neonazismus zu finden. Für diesen seit einigen Jahren zu beobachtenden Trend ist charakteristisch, dass das „Dritte Reich“ aus der Perspektive esoterischer Weltbilder neu gedeutet und positiv aufgewertet wird. Ursprünglich dort entwickelte Konzepte wie die Schwarze Sonne haben auch außerhalb dieser Kreise inzwischen einen deutlichen Einfluss auf die populäre Kultur genommen, wie es sich zum Beispiel in Computerspielen wie Wolfenstein feststellen lässt.
Zum Leben und Wirken von Maria Oršić und der Mitglieder der angeblich von ihr geführten Gesellschaft wurden ebenfalls keine seriösen Quellen vorgelegt. Dennoch entstanden im Gefolge der Veröffentlichungen des „rechtsextremistischen Esoterikers“ Jan Udo Holey eine Reihe von neuheidnischen, teils auch neonazistischen Publikationen, Geheimorden sowie ein Roman, das dem Leben und Werk von Maria Oršić und der „Vril-Gesellschaft“ gewidmet ist und vorgibt, auf Tatsachen zu beruhen.
Nicht zuletzt durch eine Publikation der Autoren Peter Bahn und Heiner Gehring, in der versucht wurde, das Konzept einer allen anderen Energieformen zugrundeliegenden „Ur-Energie“ durch den Verweis auf die historische Tradition dieses Konzepts zu stützen, fanden die Themen „Vril“-Kraft und „Vril-Gesellschaft“ auch in jenen Kreisen Beachtung, die an die Realität einer sogenannten „freien Energie“ glauben. Das „Vril“-Konzept wurde jedoch auch von Vertretern der „braunen Esoterik“ zu einer positiven Umdeutung des „Dritten Reiches“ verwendet. So finden sich Bezüge auf Bahns und Gehrings Interpretation der RAG beispielsweise in den Publikationen des Sonnenwacht-Vereins, der nach Ansicht von Kritikern „neuheidnische Esoterik als Deckmantel von Rechtsextremismus nutzt“.